# باول وينكلر
باول وينكلر (بالألمانية: Paul Winkler)‏ (22 أغسطس 1913 في ألمانيا - 25 نوفمبر 1994) هو لاعب كرة قدم ألماني في مركز الهجوم. شارك مع منتخب ألمانيا لكرة القدم. أما مع النوادي، فقد لعب مع بوروسيا مونشنغلادباخ وشالكه 04 وشفارز فيس إسين.

## وصلات خارجية
- باول وينكلر على موقع قاعدة بيانات كرة القدم.إي يو (الإنجليزية)
- باول وينكلر على موقع ناشيونال فوتبول تيمز (الإنجليزية)
- باول وينكلر على موقع عالم كرة القدم.نت (الإنجليزية)